# 北海道道1119号稚内豊富線

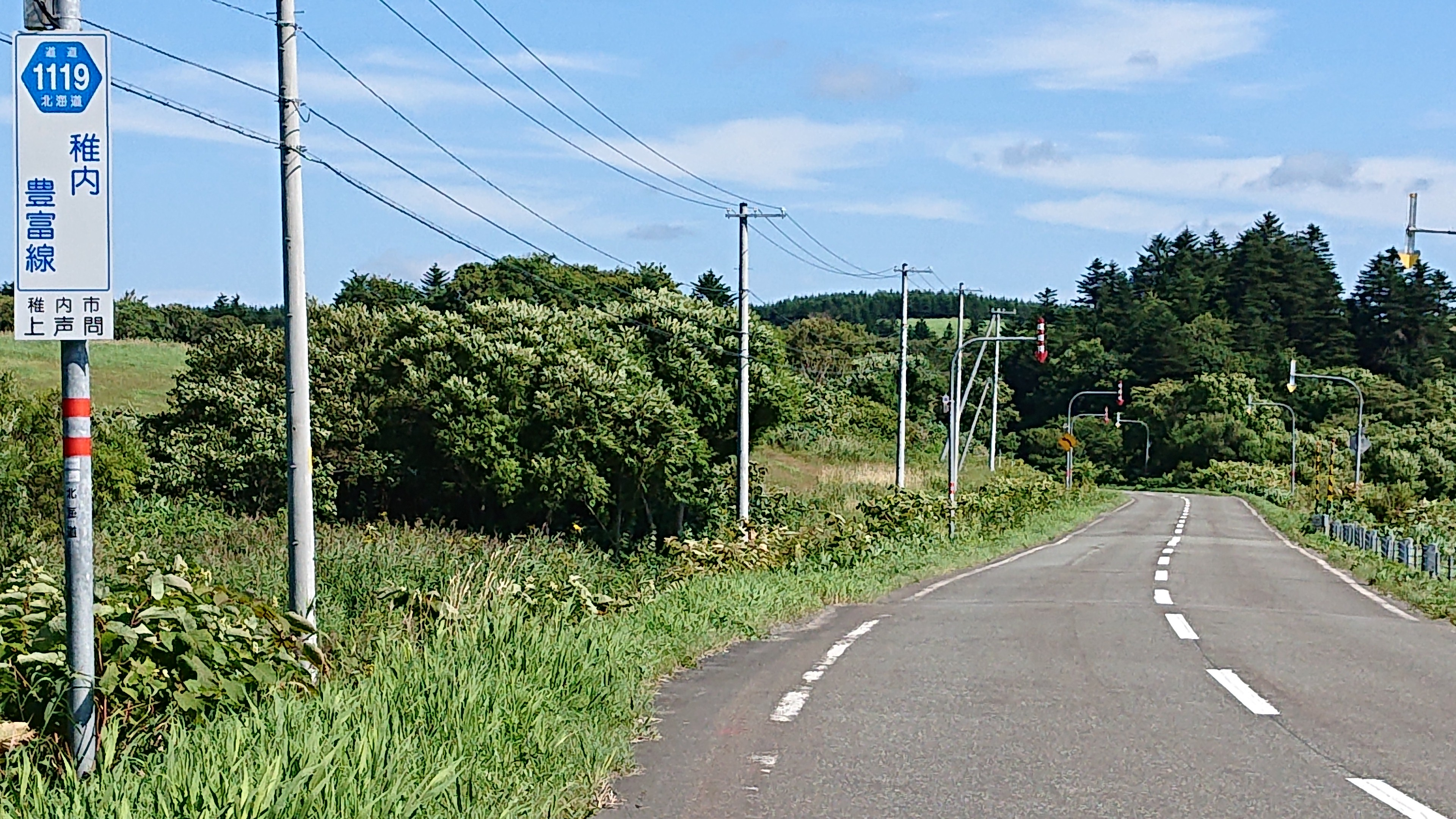
北海道道1119号稚内豊富線

北海道道1119号稚内豊富線（ほっかいどうどう1119ごう わっかないとよとみせん）は、北海道稚内市から天塩郡豊富町を結ぶ一般道道（北海道道）である。

## 概要

### 路線データ
- 起点：北海道稚内市恵北（北海道道121号稚内幌延線交点）
- 終点：北海道天塩郡豊富町開源（国道40号交点）
- 路線延長：16.1 km（総延長）

## 歴史
- 1994年（平成6年）4月1日 路線認定[1]。

## 路線状況

### 重複区間
- 稚内市沼川（北海道道121号稚内幌延線）
- 稚内市沼川 - 豊富町開源（北海道道138号豊富猿払線）

## 地理

### 通過する自治体
- 宗谷総合振興局
  - 稚内市
  - 天塩郡豊富町

### 交差する道路
稚内市
- 北海道道121号稚内幌延線 - 恵北（起点）、沼川
- 北海道道138号豊富猿払線 - 沼川

豊富町
- 北海道道138号豊富猿払線 - 開源
- 国道40号 - 開源（終点）

### 沿線にある施設など
稚内市
- 稚内市立増幌小中学校 - 声問村恵北